# Gtashen
Gtashen (in armeno Գտաշեն?) è un comune di 258 abitanti (2010) della Provincia di Shirak in Armenia.